# 이성호 (1938년)
이성호(李聖浩, 1938년 12월 18일 ~ )는 대한민국의 정치인이다. 제12·13·14·15대 국회의원, 제30·32대 대한민국의 보건복지부 장관을 지냈다.

## 학력
- 고려대학교 법과대학 행정학 학사

## 경력
- 1985 ~ 1988년 제12대 국회의원
- 1988 ~ 1992년 제13대 국회의원
- 1992 ~ 1996년 제14대 국회의원
- 1995년 5월 ~ 1995년 12월 제30대 보건복지부 장관
- 1996 ~ 2000년 제15대 국회의원
- 1996년 8월 ~ 1996년 11월 제32대 보건복지부 장관
- 민주자유당 원내수석부총무
- 국회 건설상임위원회 위원장
- 새정치국민회의 중앙당 중앙위원회 의장
- 새천년민주당 남양주지구당 위원장
- 명지대학교 사회복지대학원 겸임교수
- 새천년민주당 고충처리위원장

## 역대 선거 결과
|  | 35.25% |

|  | 39.87% |

|  | 39.87% |

|  | 42.65% |

|  | 35.78% |